# Sengge
 Sengge (overleden 1670) was vanaf 1653 de belangrijkste leider van de Mongoolse stam van de Dzjoengaren, die deel uitmaakte van de stamfederatie van de Oirat-Mongolen. 

## Achtergrond
Khara Khula (overleden 1635) was tijdens zijn leven de belangrijkste leider van de Oirat-Mongolen. Hij had de ambitie een rijk te stichten waarin alle Oirats onder zijn leiding verenigd zouden zijn. In de laatste periode van zijn leven slaagde hij er in die ambitie te verwezenlijken. Na de dood van Khara Khula volgt zijn zoon Erdeni Batur (regeerde 1635-1653) hem op. Tijdens zijn periode krijgt zijn rijk een politiek herkenbare identiteit als het kanaat Dzjoengarije.

## Strijd om de opvolging van Erdeni Batur
Bij de dood van Erdeni Batur waren er nog negen zoons van hem in leven. Het was in die tijd de gewoonte onder de adel van de Oirat-Mongolen om minimaal één zoon voor studie naar Tibet te sturen om monnik te worden. Die zoon van Batur was Galdan (1644-1697), die na 1670 heerser van de Dzjoengaren zou worden. In zijn testament bepaalde Erdeni Batur dat zijn zoon Sengge ongeveer de helft van het kanaat zou erven. De andere zeven zoons zouden de resterende helft onder hen moeten verdelen. Op deze wijze hoopte Erdeni Batur te bewerkstelligen, dat er een dominante positie zou zijn voor zijn zoon Sengge, die hij als de meest bekwame zag.

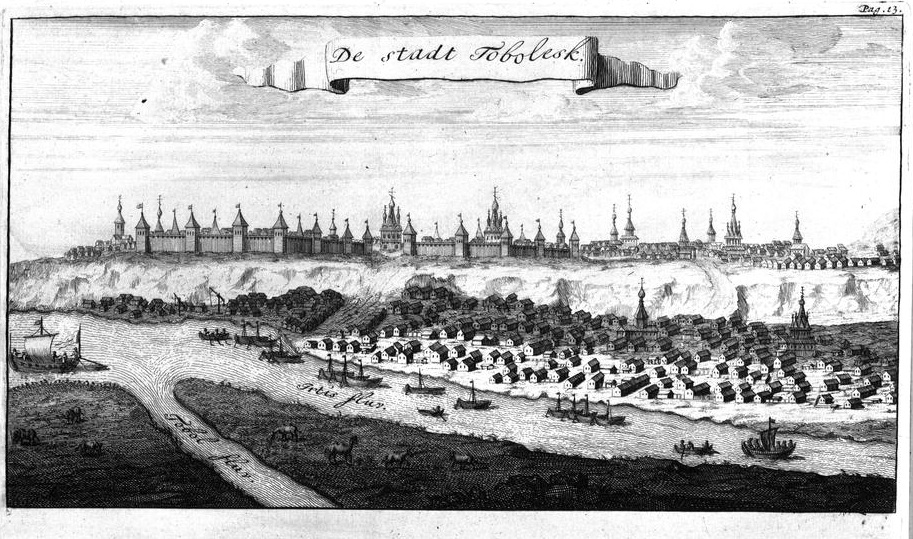
Tobolsk omstreeks 1694

De andere zeven zoons bleken grote tegenstanders van die verdeling te zijn. Het gevolg was een interne strijd tussen meerdere facties van de Dzjoengaren om tot een andere verdeling van het kanaat te komen. Ieder van de acht zonen van Batur probeerde steun te verwerven bij de aristocratie van de stam. Sengge was het zuidelijk deel van het kanaat toegewezen. De overige zonen het noordelijk deel, dat grensde aan het door Rusland beheerste deel van Siberië. 
Delen van de aristocratie van de Dzjoengaren zagen in deze instabiele situatie de mogelijkheid hun onafhankelijkheid te herstellen, die in de periode  van Erdeni Batur verloren was gegaan. Het belangrijkste doel van die aristocraten was dan ook het herstellen van eigen zelfstandige relaties met de diverse woiwodes van Siberië, zoals die van Tobolsk en Tomsk. Deze gouverneurs begonnen dan ook weer diverse leiders van de Djoengaren als vazal te accepteren. 
Rond 1660 brak er een vorm van een burgeroorlog uit. In 1664 had Sengge deze opstand onderdrukt. Zijn broers erkenden Sengge als de hoogste leider van de westelijke Mongolen, maar Sengge heeft tijdens zijn periode nooit de onomstreden positie gekend als zijn vader.

## Relaties met de Russen

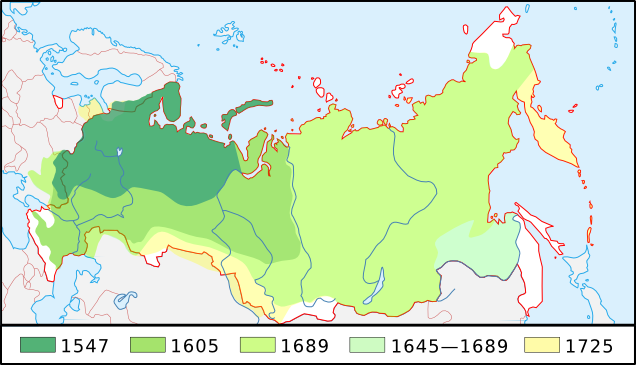
Toename door Rusland beheerst gebied 1547-1725

In 1664 voelde Sengge zich weer sterk genoeg om diplomatieke contacten met de Russen aan te gaan. Hij zond een delegatie naar Tomsk om daar een aantal grieven tegen Russisch handelen duidelijk te maken. 
De achtergrond daarbij was dat in de tien jaar daarvoor een aantal volkeren en stammen die voorheen belastingplichtig aan zowel de Russen als het kanaat van Dzjoengarije waren geweest zich nu geheel onder bescherming van de Russische tsaar hadden gesteld. Sengge liep daardoor aanzienlijke belastinginkomsten mis. Sengge eiste herstel van de oude situatie. Om duidelijk te maken dat hij het meende, verbood hij de Russen naar het zoutmeer van Lob Nuur te reizen, dat op zijn grondgebied lag. Zout was essentieel voor de kolonisten in Siberië.
In 1665 reisde een Russische delegatie naar het hof van Sengge in een poging een oplossing te vinden. Sengge weigerde een mogelijk compromis dat stammen voortaan weer aan beide partijen belastingplichtig zouden zijn. Hij eiste dat hij de enige partij zou zijn aan wie stammen, zoals de Teleuten, belasting zouden betalen. De Russen weigerden hierop in te gaan. Sengge hoorde daarna - onjuiste - geruchten dat de Russen en enkele nog steeds opstandige leden van de aristocratie van de Dzjoengaren een pact zouden hebben gesloten met de Altyn Khan hem aan te vallen. Hij hield de Russische delegatie daarop een jaar gevangen.
Zijn vader Erdeni Batur had gedurende zijn periode als heerser van de Dzjoengaren meer dan redelijke betrekkingen met de Russen weten te onderhouden. Batur was ook meestal bereid geweest tot een vorm van een compromis, waar beide partijen ( Russen en Dzjoengaren) belasting konden heffen bij Siberische stammen en de Dzjoengaren handel konden drijven in Siberische grenssteden. Sengge was veel minder tot een compromis bereid.

## De vernietiging van de macht van de Altyn Khan
In 1666 organiseerde hij een veldtocht tegen de Altyn Khan. Even na 1630 had Khara Khula de Altyn Khan een aantal malen verslagen. Het gevolg daarvan dat groepen Kirgiezen gedwongen waren hun belastingplicht niet meer aan de Altyn Khan te voldoen, maar aan de Dzjoengaren. In de tien jaar van onrust na de dood van Erdeni Batur was de Altyn Khan erin geslaagd om enkele groepen Kirgiezen weer van belastingplicht te doen wisselen. Sengge wenste dat weer ongedaan te maken. In de veldtocht slaagde hij wat zijn vader en grootvader niet hadden kunnen realiseren. Hij vernietigde de macht van de Altyn Khan vrijwel geheel. Na de veldtocht verdween het kanaat van de Altyn Khan als een factor van betekenis.

## De laatste jaren van Sengge

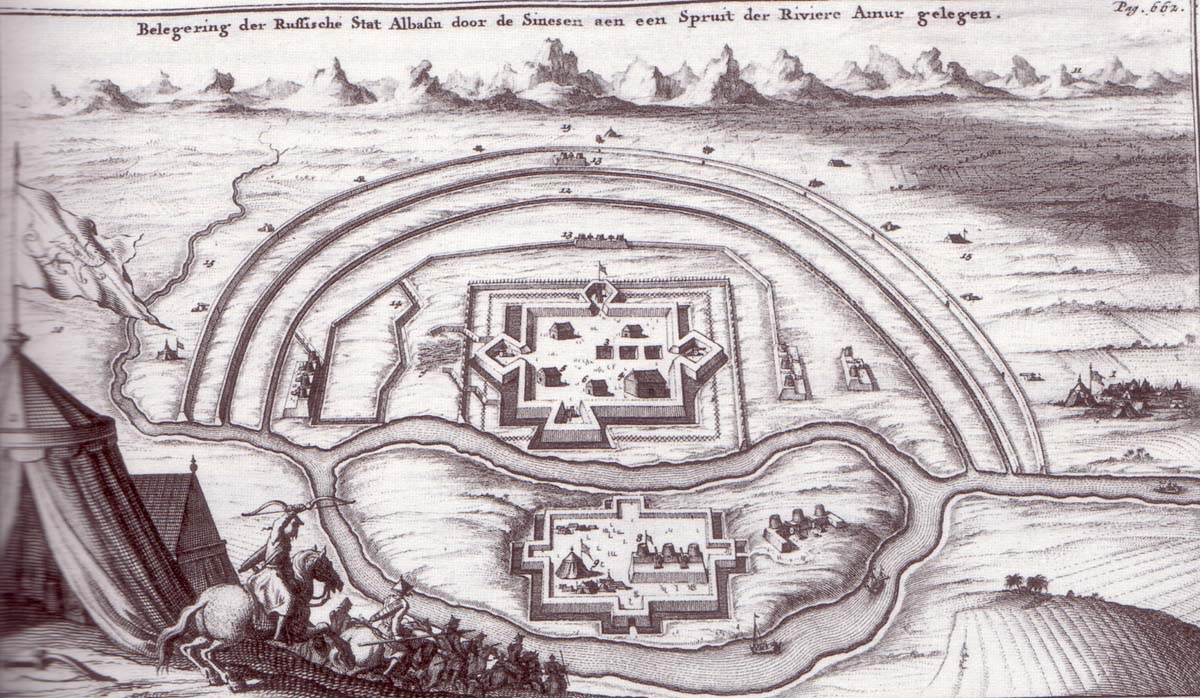
Belegering door Chinese troepen van het Russische fort Albazin aan de rivier de Amoer, Nederlandse gravure uit de XVII eeuw

Na deze veldtocht was Sengge besloten zijn hegemonie over de steppe van Centraal-Azië definitief te vestigen. Nieuwe  Russische delegaties werden dan ook door hem met enige minachting behandeld. In 1668 dreigde hij de Russen met een vorm van totale oorlog, indien ze hem niet het alleenrecht gaven voor belastinginning bij de Teleuten. 
Die totale oorlog brak niet uit, maar de Dzjoengaren ondernamen wel plundertochten in Siberië. In 1670 kwam er opnieuw een Russische delegatie naar zijn hof in de hoop besprekingen te voeren die een eind zouden maken aan de agressie van de Dzjoengaren. Sengge dreigde dat als de tsaar geen concessies deed, hij de mogelijkheid voor Russische diplomaten en handelskaravanen om via het gebied van de Dzjoengaren naar China te reizen onmogelijk zou maken.
Dat zou voor de Russen zeer nadelig zijn geweest. Verder naar het oosten was hun toegangsweg naar China al vrijwel afgesloten doordat er met de Khalkha-Mongolen (in het gebied van de huidige republiek Mongolië) grote spanningen waren. Nog verder naar het oosten in het gebied van de rivier de Amoer waren grote spanningen met de Mantsjoes en waren er daar al een aantal militaire confrontaties geweest. Bij uitvoering van het dreigement van Sengge zou de hele zuidelijke grens van Siberië voor de Russen kwetsbaar worden. 
In hetzelfde jaar werd Sengge echter vermoord door twee broers van hem, die de macht in het kanaat opeisten. 
Deze twee werden echter kort daarna verslagen door Galdan, die na de moord op Sengge uit Tibet was teruggekeerd. Galdan zou spoedig daarna de vriendelijke betrekkingen met de Russen herstellen. 